# SN 2000ao
SN 2000ao – supernowa odkryta 3 marca 2000 roku w galaktyce A135749-0001. W momencie odkrycia miała maksymalną jasność 20,40m.